# Jönköping
Jönköping er et byområde i Småland i det sydøstlige Sverige med 103.032 (2023) indbyggere. Det er hovedby i Jönköpings kommune og residensby i Jönköpings län, og ligger ved Vätterns sydlige ende.

## Opståen
Allerede i 1950'erne var den oprindelige by Jönköping vokset sammen med Huskvarna. Ved kommunalreformen i 1971 kom desuden köpingen Norrahammar og Lockebo med i det nye Jönköpings byområde. Arealmæssigt var byområdet i 2000 det femtestørste i Sverige, mens det befolkningsmæssigt var tiendestørst.
Navnet Vätterstad har været foreslået som fælles navn for Jönköping-Huskvarna, da beboerne i Huskvarna ikke siger om sig selv, at de kommer fra byen Jönköping.

## Tidligere selvstændige byer i byområdet Jönköping

### Jönköping
Hovedartikel: Jönköping
Den gamle by Jönköpings stadsprivilegium (købstadsprivilegium) er fra 1284. Den udgør størstedelen af byområdet Jönköping. Byen ligger ved Vätterns sydvestlige hjørne, omkranser søerne Munksjön og Rocksjön og ligger på forkastningen på den vestre side af byområdet. Der bor omkring 55.000 mennesker i Jönköping.

### Huskvarna
Hovedartikel: Huskvarna
Huskvarna har været by siden 1911 og opstod omkring industrivirksomheden Husqvarna. Bebyggelsen ligger ved Vätterns østlige hjørne og på forkastningen på den østlige side af byområdet. Der bor omkring 22.000 mennesker i Huskvarna.

### Norrahammar
Hovedartikel: Norrahammar
Norrahammar opstod som by omkring industrier i området og blev köping i 1943. Byen ligger syd for Jönköping ved Tabergsån. Der bor omkring 8.000 mennesker i byen.